# 石川良一
石川 良一（いしかわ りょういち、1952年〈昭和27年〉5月8日 - 2024年〈令和6年〉6月16日）は、日本の政治家。
東京都議会議員（3期）、東京都議会議長（第49代）、稲城市長（5期）、稲城市議会議員（2期）を務めた。

## 概要
東京都稲城市生まれ。稲城市立稲城第二小学校、稲城市立稲城中学校、東京都立武蔵高等学校、早稲田大学社会科学部卒業。三陽商会社員を経て、1983年に稲城市議会議員選挙に立候補し、初当選した。1987年、稲城市議会議員に再選。1991年、稲城市長選挙に立候補し、当選した。以後、5期連続で稲城市長に当選。稲城市長在任中は東京都市長会会長、東京都市区長会会長、全国市長会介護保険対策特別委員長等を務める。2011年4月、任期満了により稲城市長を退任した。
稲城市長退任後、日本維新の会に入党。2013年東京都議会議員選挙に日本維新の会公認で南多摩選挙区（定数2）から立候補し、得票数2位で当選した。同じく維新公認で当選した柳ヶ瀬裕文とともに会派「日本維新の会東京都議団」を結成、柳ヶ瀬が幹事長（会派代表者）、石川は政策調査会長についた。
2014年2月に会派「都議会結いと維新」を結成、9月に維新の党が結党したのに伴い10月には「都議会維新の党」に改称した。石川は総務会長に就いた。
2016年、民進党に参加。会派名を「民進党都議団」に変更した。
2017年、民進党を離党。2017年東京都議会議員選挙に南多摩選挙区（定数2）から無所属で立候補し、得票数2位で再選。当選後都民ファーストの会から追加公認を受けた。
2019年9月18日付で第49代都議会議長に就任した。2020年に死去した東京都交通局長・土渕裕に対し、都議会を代表して弔慰を行った。
2021年東京都議会議員選挙で3選を果たしたが、2023年に体調を崩して手術を受け、その後一旦は復職したが2024年になり再び体調を崩し、任期途中の2024年6月16日、死去した。72歳没。死没日付をもって従四位に叙され、旭日中綬章を追贈された。

## 著書
- 共著
  - 市長の夢 19人の青年市長[11]日本ドリームプロジェクト（編）『市長の夢―19人の青年市長×きむ』いろは出版、2010年9月。ISBN 978-4902097344。